# Dan Peter McKenzie
Pour les articles homonymes, voir Dan McKenzie et McKenzie.
Dan Peter McKenzie (né en 1942 à Cheltenham (Gloucestershire)), est un géophysicien britannique, professeur à l'Université de Cambridge.

## Distinctions
- Membre de la Royal Society (FRS - 1976)
- Médaille Wollaston (1983)
- Prix japonais (1990)
- Médaille royale (1991)
- Médaille William-Bowie de l'American Geophysical Union (2001)
- Prix Crafoord (2002)
- Membre de l'Ordre des compagnons d'honneur (CH - 2003)[1]
- Médaille Copley (2011)